# 假如我是武松
《假如我是武松》是一部中国上海美术电影制片厂制作的动画作品。

## 剧情简介
有位爱说大话的名叫宋武的小朋友和妹妹一起看电视，电视正在播放武松打虎的故事，宋武不屑地说：“这算啥，要是我是武松，也能打死老虎。”话音刚落，他果然变成了“武松”，但长相和心智还是原来的小孩样子，他来到了景阳岗下的酒店，故事由此展开……